# Gyrus occipitalis medius
De gyrus occipitalis medius is een hersenwinding van de occipitale kwab van de grote hersenen.